# صورین (شاهین‌دژ)
صورین روستایی از دهستان چهاردولی، بخش کشاورز، شهرستان شاهین‌دژ، استان آذربایجان غربی در ۲۶ کیلومتری شرق شهر کشاورز قرار دارد. جمعیت این روستا در سال ۱۳۸۵، برابر با ۶۵۷ نفر و ۱۴۶ خانوار بوده‌است.
این روستا، مرکز دهستان چهاردولی بوده و دارای مدارس ابتدایی و متوسطه اول می‌باشد. زبان مردم این روستا ترکی آذربایجانی میباشد.